# Anton Aškerc

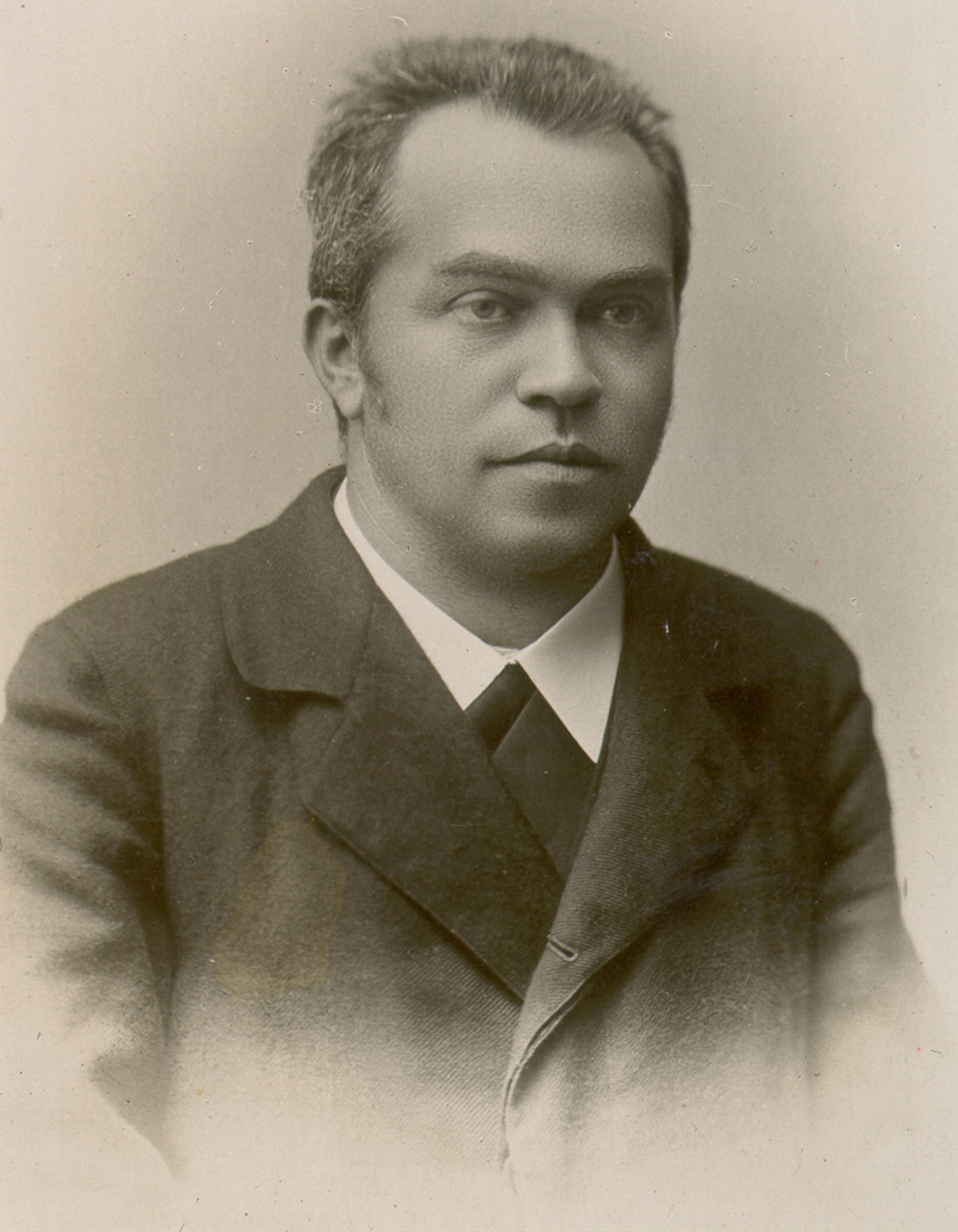
Anton Aškerc

Anton Aškerc (Globoko bij Rimske Toplice, 9 januari 1856 - Ljubljana, 10 juni 1912) was een Sloveens rooms-katholiek priester, schrijver en dichter.

## Loopbaan
Aškerc bezocht het Duitstalige gymnasium in Celje, waarna hij in 1877 naar het seminarie in Maribor ging om priester te worden. In 1880 werd hij tot priester van het bisdom Maribor gewijd. Vanaf het begin van zijn priesterstudie toonde Aškerc belangstelling voor andere, meestal oosterse, godsdiensten. Het beïnvloedde zijn denken in die mate, dat sommige critici Aškerc pantheïstische denkbeelden veronderstelden. Bovendien twijfelde Aškerc hevig aan nogal wat geloofspunten van de Rooms-Katholieke Kerk. Hij sloot zich aan bij de critici van de in die tijd actuele onfeilbaarheidsdiscussie van de paus.
Langzaam maar zeker ontwikkelde Anton Aškerc tot een socialistische en vooral nationalistische figuur. Zijn politieke standpunten over het recht op zelfbeschikking van de Slovenen en de assistentie die de Kerk daaraan zou moeten verlenen, leidden tot heftige conflicten met de ideoloog van de Sloveense rooms-katholieken Anton Mahnič. Deze integralist vond dat de Sloveense nationale identiteit ondergeschikt moest zijn aan de katholieke, bovendien keerde hij zich fel tegen sociaal betrokken geestelijken (zoals Janez Krek en Fran Saleški Finžgar), die streden voor algemeen kiesrecht, vakbonden en landbouwhervormingen. Anton Aškerc bond openlijk de strijd aan tegen Anton Mahnič en de politicus Ivan Šušteršič. Vanwege zijn opvattingen kwam hij steeds terecht in de pastorie van gehuchten, hij schopte het nooit tot standplaatsen van formaat. Hij was tussen 1881 en 1898 priester in Podsreda, Šmarje pri Jelšah, Lovrenc na dravskem polju, Vitanje, Šmarjeta pri Rimskih Toplicah, Mozirje en Škale. Hij kreeg uiteindelijk een preekverbod opgelegd en werd in 1898 uit het priesterambt ontzet. Aškerc werkte sindsdien als stadsarchivaris van Ljubljana. 
Aškerc publiceerde zijn gedichten aanvankelijk in de katholieke tijdschriften Zgodnja Danica en in Zvon, dat in Wenen door Josip Stritar werd uitgegeven. Na 1881 publiceerde hij zijn meeste poëzie in het literair tijdschrift Ljubljanski zvon, waarvan hij tussen 1900 en 1902 de redacteur was. Ljubljanski zvon was veeleer van liberale signatuur.
Gedurende zijn hele leven reisde Aškerc in vergelijking met zijn Sloveense collega schrijvers veel. Hij bereisde Rusland (diverse malen), Polen, Slowakije, Griekenland, Turkije en de Balkan. In 1906 verbleef hij in Egypte. Zijn reisverslagen zijn de eerste voorbeelden van de moderne reisliteratuur in de Sloveense taal.

## Realisme
Anton Aškerc geldt als vertegenwoordiger van de realistische dichtkunst in de Sloveense literatuur. De poëzie van Aškerc is vaak verhalend en episch, waarbij hij werd beïnvloed en aangemoedigd door de criticus Fran Levec. De maatschappijkritische literatuurcriticus Rudolf von Gottschall had met zijn boek "Poetik" eveneens grote invloed op Aškerc denken over poëzie; realisme en rationaliteit zouden erin tot uitdrukking moeten komen. 
De gedichten van Aškerc uit de jaren 1880 en 1890 zijn duidelijk zijn beste werken. In het epische werk Zlatorog behandelt hij de Sloveense sage van de gouden eenhoorn op de Triglav. Het opdiepen van oude volksvertellingen gaf Aškerc de kans om zijn panslavistische sympathie te benadrukken; onder de Slovenen bepaalden de Taborbeweging, het trialisme en illyristische opvattingen het debat. De beleving van de natuur komt in vrijwel al zijn werk voor en draagt bij Aškerc een religieuze toon. 
Zijn latere werk, vanaf 1895 en zeker na zijn vaarwel aan de clerus in 1898, is voor een belangrijk deel gedreven door politieke motieven. De kwaliteit van zijn werk leed hieronder. De toneelstukken die hij schreef worden - in tegenstelling tot zijn gedichten - nauwelijks gewaardeerd. De toneelstukken stelden sociale wantoestanden in een door germaniseringsdruk gekenmerkte samenleving aan de kaak. Hij sprak daarmee ook het anti-Duitse ressentiment buiten de Sloveense kroonlanden aan, waardoor zijn werk waarschijnlijk makkelijker verspreiding vond. Nog voor zijn dood werden zijn gedichten in Tsjechië, Polen, Kroatië, Servië, Rusland, Duitsland en Italië uitgegeven. De moderne vergelijkende literatuurwetenschappen hebben de Rus Nikolaj Nekrasov en de Fransman François Coppée geïdentificeerd als de voorbeelden, die Aškerc gebruikte in het omduiden van een traditioneel epos voor het propageren van moderne, nationale en socialistische ideeën. Zlatorog is hiervan een voorbeeld. De sage, die al eerder door de Duitse schrijver Rudolf Baumbach was beschreven, vond als gevolg van Aškerc bewerking ingang in de Sloveense volkscultuur.

## Nalatenschap
De Sloveense geestverwanten van Anton Aškerc zijn de dichter-uitgever Josip Stritar en de pastoor van Kobarid Simon Gregorčič. Hij oefende op hen echter geen bijzondere invloed uit. Als meest uitgesproken navolger van Aškerc geldt de dichter Josip Pagliaruzzi.
Anton Aškerc was met zijn vroege dichtkunst een voorbeeld voor veel jonge dichters. Bij Ivan Cankar is de manier waarop bij Aškerc sociale misstanden worden beschreven, in diens vroege werk terug te vinden. Omdat Aškerc zich echter steeds laatdunkend uitliet over de nieuwe literaire stromingen (bijvoorbeeld het symbolisme en de neoromantiek) en daarover zelfs in een polemiek met Canker ging, vond de jonge garde geen inspiratie meer bij Aškerc en zocht een eigen weg.
Het eerbetoon dat Aškerc in zijn laatste jaren ten deel viel, is voor een niet onbelangrijk deel ook terug te voeren op liberale en socialistische politici die via Aškerc allerlei kritische standpunten uit diens werk naar voren konden brengen. Het waren polariserende jaren, waarin meningsverschillen over het nationale vraagstuk, de rol van de Kerk en de onderwijskwestie werden uitgevochten. Nogal wat late gedichten van Aškerc waren spotrijmen geënt op de politieke actualiteit. Na de Tweede Wereldoorlog werd begonnen met de uitgave van zijn gehele oeuvre. Inmiddels worden zijn gedichten van blijvende betekenis geacht voor de Sloveense literatuur.

## Werk
- Balade in romance. Ljubljana: Kleinmayr & Bamberg 1890 (2e druk in 1903)
- Izlet v Carigrad. Popotne črtice. Ljubljana: 1893
- Lirske in epske poezije. I. Kleinmayr & F. Bamberg 1896
- Nove poezije. Ljubljana: Kleinmayr & Bamberg 1900
- Izmajlov. Red sv. Jurija. Tujka. Ljubljana: Kleinmayr & Bamberg 1900
- Dva izleta na Rusko. Črtice iz popotnega dnevnika. Ljubljana: Schwentner 1903
- Zlatorog. Narodna pravljica izpod Triglava. Ljubljana: L. Schwentner 1904
- Četrti zbornik poezij. Ljubljana: Ig. Kleinmayr & Fed. Bamberg 1904
- Primož Trubar. Zgodovinska epska pesnitev. Ljubljana: Ig. Kleinmayr & Bamberg 1905
- Ali je Primož Trubar upesnitve vreden junak ali ne?: gospodu profesorju drju. Tominšeku. Ljubljana: Komisijska založba L. Schwentnerjeve knjigarne 1905
- Mučeniki. Slike iz naše protireformacije. Ljubljana: Schwentner 1906
- Junaki. Epske pesnitve. Ljubljana: L. Schwentner 1907
- Jadranski biseri. Balade in romance slovenskih morskih ribičev. Ljubljana: L. Schwentner 1908
- Akropolis in piramide. Poetični sprehodi po Orientu. Ljubljana: L. Schwentner 1909
- Pesnitve. Peti zbornik. Ljubljana: L. Schwentner. 268p 1912. Poslednji Celjan. Epska pesnitev. Ljubljana: Kleinmayr & Bamberg 1910
- Atila v Emoni. Romanca. Ljubljana: Narodna tiskarna 1912

- Bibsys: 90765210
- Bibliothèque nationale de France: cb11091739c (data)
- Gemeinsame Normdatei: 118961799
- International Standard Name Identifier: 0000 0001 0887 670X
- Library of Congress Control Number: n84004348
- Nationale Bibliotheek van Letland: 000172177
- Nationale Bibliotheek van Tsjechië: js20020805061
- Nationale Bibliotheek van Polen: a0000001231308
- Nationale en Universitaire bibliotheek Zagreb: 000001236
- Nederlandse Thesaurus van Auteursnamen: 067522734
- Istituto Centrale per il Catalogo Unico: SBLV077690
- Système universitaire de documentation: 195505883
- Virtual International Authority File: 36911192
- WorldCat: E39PBJfH3WjrfGPM7MVBvtCG73